# Crinia georgiana
Crinia georgiana är en groddjursart som beskrevs av Johann Jakob von Tschudi 1838. Crinia georgiana ingår i släktet Crinia och familjen Myobatrachidae. IUCN kategoriserar arten globalt som livskraftig. Inga underarter finns listade i Catalogue of Life.